# Futebol do Paraná

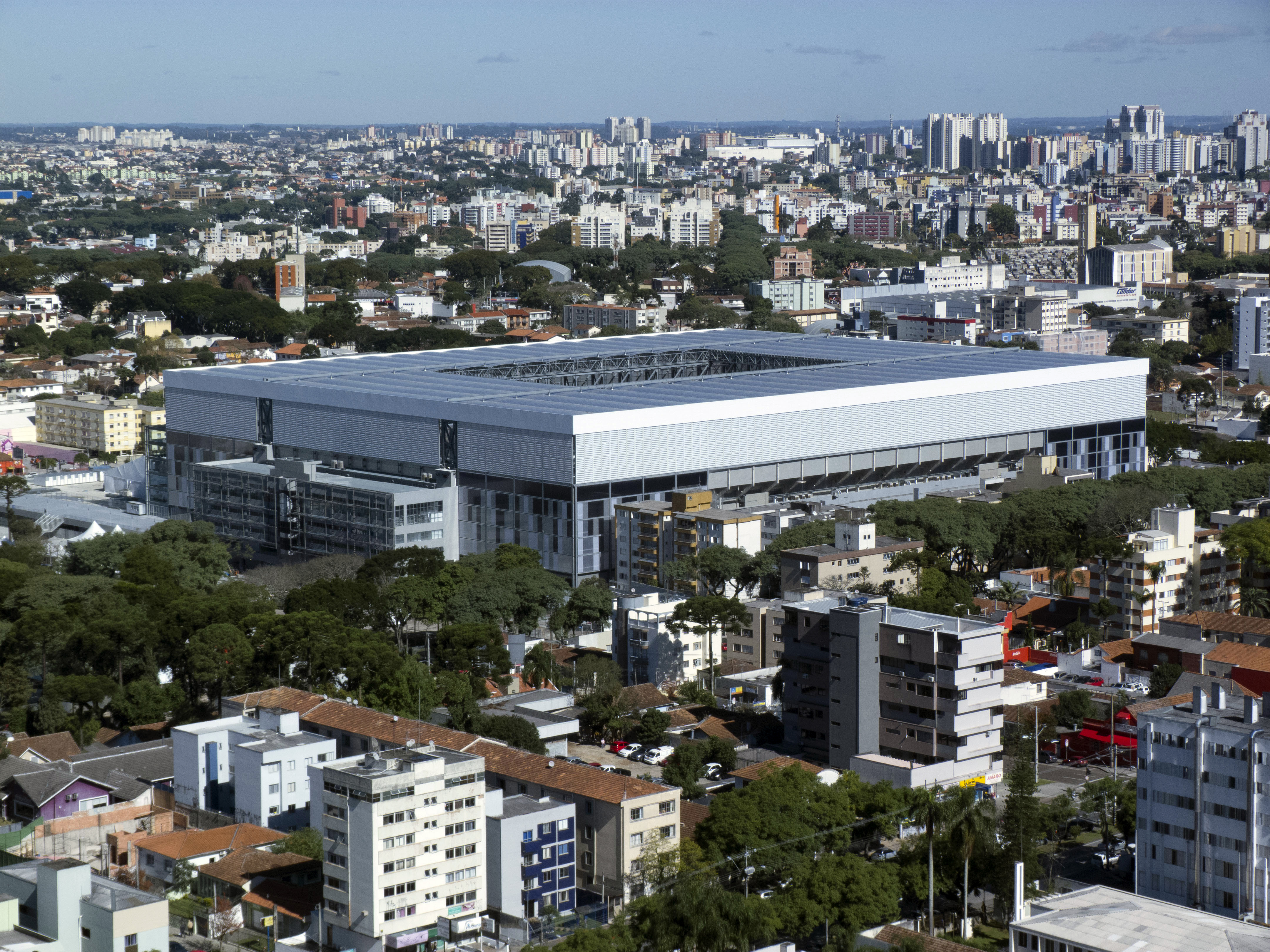
Arena da Baixada (imagem) é o maior estádio do Paraná, com capacidade para 42372 espectadores.

O futebol do Paraná é um dos principais da Região Sul do Brasil, tendo sido introduzido no estado por Victor Ferreira do Amaral em 1903, com o primeiro jogo noticiado pela imprensa tendo acontecido em 1905, na Rua Marechal Deodoro, em Curitiba.
O Paraná conta com dois clubes campeões do Campeonato Brasileiro: o Coritiba, em 1985, e o Athletico Paranaense, em 2001, ambos proprietários de estádios para mais de 40.000 espectadores.
Além do Londrina, que joga no Estádio do Café, o maior do interior para cerca de 30.000 pessoas, e do Paraná, que joga em seu Estádio Durival Britto e Silva para 20.000 torcedores, campeões brasileiros da Série B como os seus títulos mais destacados, J.Malucelli e Operário-PR são os outros clubes paranaenses campeões de divisões inferiores do Campeonato Brasileiro.
Em competições interestaduais a principal conquista do estado foi do Londrina, a Primeira Liga do Brasil de 2017.
O Campeonato Paranaense de Futebol é a principal competição do estado, contando ainda com outras duas divisões, tendo como principais campeões ainda em atividade Coritiba,  Athletico, Paraná e Londrina, em ordem de número de títulos,  esses também os mais destacados nacionalmente pelos títulos conquistados. Ele é disputado ininterruptamente desde 1915, e organizado pela Federação Paranaense de Futebol (FPF), fundada em 1937, sendo um dos campeonatos estaduais mais antigos do país.

## Masculino

### Títulos
| HONRARIAS         | HONRARIAS                                    | HONRARIAS | HONRARIAS                                                                                      |
|                   | Honra                                        | Títulos   | Temporadas                                                                                     |
| ----------------- | -------------------------------------------- | --------- | ---------------------------------------------------------------------------------------------- |
|                   | Tríplice Coroa                               | 1         | 2019 (Athletico Paranaense)                                                                    |
|                   | Top 10 Melhores Clubes do Mundo              | 1         | 2021 (Athletico Paranaense)                                                                    |
|                   | Recorde Mundial de Vitórias Consecutivas     | 1         | 2011 a 2015 (Coritiba)                                                                         |
|                   | Fita Azul Internacional                      | 1         | 1972 (Coritiba)                                                                                |
| INTERCONTINENTAIS |                                              |           |                                                                                                |
|                   | Competição                                   | Títulos   | Temporadas                                                                                     |
|                   | J. League/Sudamericana                       | 1         | 2019 (Athletico Paranaense)                                                                    |
| CONTINENTAIS      |                                              |           |                                                                                                |
|                   | Competição                                   | Títulos   | Temporadas                                                                                     |
|                   | Copa Sul-Americana                           | 2         | 2018 e 2021 (Athletico Paranaense)                                                             |
| NACIONAIS         |                                              |           |                                                                                                |
|                   | Competição                                   | Títulos   | Temporadas                                                                                     |
|                   | Campeonato Brasileiro                        | 2         | 1985 (Coritiba) e 2001 (Athletico Paranaense)                                                  |
|                   | Copa do Brasil                               | 1         | 2019 (Athletico Paranaense)                                                                    |
|                   | Torneio dos Campeões da CBD                  | 1         | 1969 (Grêmio Maringá)                                                                          |
|                   | Seletiva para a Libertadores                 | 1         | 1999 (Athletico Paranaense)                                                                    |
|                   | Torneio do Povo                              | 1         | 1973 (Coritiba)                                                                                |
|                   | Campeonato Brasileiro - Série B              | 5         | 1980 (Londrina), 1992 (Paraná), 1995 (Athletico Paranaense), 2007 (Coritiba) e 2010 (Coritiba) |
|                   | Campeonato Brasileiro - Série C              | 1         | 2018 (Operário-PR)                                                                             |
|                   | Campeonato Brasileiro - Série D              | 1         | 2017 (Operário-PR)                                                                             |
|                   | Copa João Havelange - Módulo Amarelo         | 1         | 2000 (Paraná)                                                                                  |
|                   | Copa João Havelange - Módulos Verde e Branco | 1         | 2000 (Malutrom)                                                                                |
| INTERESTADUAIS    |                                              |           |                                                                                                |
|                   | Competição                                   | Títulos   | Temporadas                                                                                     |
|                   | Primeira Liga                                | 1         | 2017 (Londrina)                                                                                |
|                   | Torneio Brasil Sul                           | 1         | 1986 (Matsubara)                                                                               |
|                   | Torneio Centro-Sul                           | 1         | 1968 (Grêmio Maringá)                                                                          |
| TOTAL             |                                              |           |                                                                                                |
|                   | Conquistas                                   | Títulos   | Descrição                                                                                      |
|                   | Títulos Oficiais                             | 21        | 1 Intercontinental, 2 Continentais, 15 Nacionais e 3 Interestaduais                            |

### Campanhas de destaque
| Internacionais                  | Internacionais                                                                              |
| Competição                      | Vice-campeão                                                                                |
| ------------------------------- | ------------------------------------------------------------------------------------------- |
| Copa Libertadores da América    | 2005 (Athletico Paranaense) e 2022 (Athletico Paranaense)                                   |
| Recopa Sul-Americana            | 2019 e 2022 (Athletico Paranaense)                                                          |
| Nacionais                       |                                                                                             |
| Competição                      | Vice-campeão                                                                                |
| Campeonato Brasileiro           | 2004 (Athletico Paranaense)                                                                 |
| Copa do Brasil                  | 2011 (Coritiba), 2012 (Coritiba), 2013 (Athletico Paranaense) e 2021 (Athletico Paranaense) |
| Supercopa do Brasil             | 2020 (Athletico Paranaense)                                                                 |
| Campeonato Brasileiro - Série B | 1990 (Athletico Paranaense) e 1995 (Coritiba)                                               |
| Campeonato Brasileiro - Série C | 2015 (Londrina)                                                                             |
| Interestaduais                  |                                                                                             |
| Competição                      | Vice-campeão                                                                                |
| Centro/Sul/Norte/Nordeste       | 1969 (Grêmio Maringá)                                                                       |
| Copa Sul                        | 1999 (Paraná)                                                                               |
| Copa Sul-Minas                  | 2001 (Coritiba) e 2002 (Athletico Paranaense)                                               |
| Primeira Liga                   | 2016 (Athletico Paranaense)                                                                 |

## Feminino

### Títulos
| HONRARIAS      | HONRARIAS                              | HONRARIAS | HONRARIAS                                |
|                | Honra                                  | Títulos   | Temporadas                               |
| -------------- | -------------------------------------- | --------- | ---------------------------------------- |
|                | Tríplice Coroa                         | 1         | 2011 (Foz Cataratas)                     |
| INTERNACIONAIS |                                        |           |                                          |
|                | Competição                             | Títulos   | Temporadas                               |
|                | Torneio Internacional de Foz do Iguaçu | 1         | 2011 (Foz Cataratas)                     |
| NACIONAIS      |                                        |           |                                          |
|                | Competição                             | Títulos   | Temporadas                               |
|                | Copa do Brasil                         | 1         | 2011 (Foz Cataratas)                     |
| REGIONAIS      |                                        |           |                                          |
|                | Competição                             | Títulos   | Temporadas                               |
|                | Torneio RPC TV Interclubes             | 1         | 2011 (Foz Cataratas)                     |
| TOTAL          |                                        |           |                                          |
|                | Conquistas                             | Títulos   | Descrição                                |
|                | Títulos Oficiais                       | 3         | 1 Internacional, 1 Nacional e 1 Regional |

### Campanhas de destaque
| Internacionais                    | Internacionais              |
| Competição                        | Vice-campeão                |
| --------------------------------- | --------------------------- |
| Copa Libertadores da América      | 2012 (Foz Cataratas)        |
| Torneio Internacional Interclubes | 2011 (Foz Cataratas)        |
| Nacionais                         |                             |
| Competição                        | Vice-campeão                |
| Copa do Brasil                    | 2010 (Foz Cataratas)        |
| Campeonato Brasileiro - Série A2  | 2022 (Athletico Paranaense) |

## Torcida
O levantamento do Paraná Pesquisas e foi publicado pelo jornal Gazeta do Povo. Foram ouvidas 113.962 pessoas em 70 municípios, entre janeiro e novembro de 2012. A margem de erro da pesquisa é de 0,5%.
| Pos. | Clube        | Torcida |
| ---- | ------------ | ------- |
| 1º   | Corinthians  | 15,77%  |
| 2º   | Athletico Pr | 7,72%   |
| 3º   | Palmeiras    | 7,34%   |
| 4º   | São Paulo    | 7,12%   |
| 5º   | Coritiba     | 6,97%   |
| 6º   | Flamengo     | 6,69%   |